# 鰺ケ沢郵便局
鰺ケ沢郵便局（あじがさわゆうびんきょく）は青森県西津軽郡鰺ヶ沢町にある郵便局である。
民営化以前の分類では集配特定郵便局であった。

## 概要
住所：〒038-2799 青森県西津軽郡鰺ヶ沢町本町85

## 沿革
- 1872年8月4日（明治5年7月1日） - 鰺ケ沢郵便取扱所として開設[1]。
- 1875年（明治8年）1月1日 - 鰺ケ沢郵便局（五等）となる。
- 1876年（明治9年）2月1日 - 内国郵便為替取扱開始。
- 1880年（明治13年）3月25日 - 貯金取扱事務取扱開始。
- 1892年（明治25年）7月10日 - 外国郵便為替取扱開始。
- 1893年（明治26年）2月16日 - 鰺ケ沢郵便電信局となる。
- 1894年（明治27年）3月9日 - 日本最初の記念切手（明治天皇大婚二十五年祝典）発行。
- 1903年（明治36年）4月1日 - 通信官署官制の施行に伴い鰺ケ沢郵便局となる。
- 1910年（明治43年）2月1日 - 電信通話事務取扱開始。
- 1916年（大正5年）10月1日 - 簡易保険並びに国庫金、府県税事務取扱開始。
- 1921年（大正10年）12月1日 - 電話交換業務取扱開始。この当時の加入者は、53件だった。
- 1925年（大正14年）4月20日 - 国内航空郵便の取扱開始。
- 1931年（昭和6年）10月1日 - 小児保険制度創始。
- 1943年（昭和18年）4月1日 - 局種別が、三等郵便局から特定郵便局と改正。
- 1956年（昭和31年）12月1日 - 津軽中村郵便局から電話交換事務の取扱を移管[2]。
- 1960年（昭和35年）12月20日 - 鳴沢郵便局から電話交換事務の取扱を移管。
- 1968年（昭和43年）10月27日 - 電話交換および和文電報配達業務を鰺ケ沢電報電話局に移管。
- 1982年（昭和57年）
  - 3月1日 - 赤石郵便局から集配業務を移管[3]。
  - 8月10日 - 特定郵便局から普通郵便局に局種別改定。
- 1999年（平成11年）7月1日 - 普通郵便局から特定郵便局に局種別改定[4]。
- 2007年（平成19年）3月5日 - ゆうゆう窓口を廃止、配達センター局に移行。同日、北金ヶ沢郵便局（〒038-2599）の郵便区（集配業務）を統合[5]。
- 2007年（平成19年）10月1日 - 民営化に伴い、併設された郵便事業五所川原支店鰺ケ沢集配センターに一部業務を移管。
- 2012年（平成24年）10月1日 - 日本郵便株式会社の発足に伴い、郵便事業五所川原支店鰺ケ沢集配センターを鰺ケ沢郵便局に統合。

## 取扱内容
- 郵便、印紙、ゆうパック、内容証明
- 貯金、為替、振替、振込、国際送金、国債
- 生命保険、バイク自賠責保険
- ゆうちょ銀行ATM
- 西津軽郡鰺ヶ沢町内全域（〒038-27xxの地域）および同郡深浦町北金ヶ沢地区（〒038-25xxの地域）の集配業務

## 周辺
- 鰺ヶ沢町役場
- 鰺ケ沢警察署
- 鰺ヶ沢消防署
- 鰺ヶ沢簡易裁判所

## アクセス
- JR五能線 鰺ケ沢駅から徒歩約25分
- 弘南バス 鰺ヶ沢本町停留所下車
- 国道101号沿い
- 駐車場あり：11台

## 参考資料
- 『鰺ヶ沢町史』(鰺ヶ沢町・1984年11月30日発行)第二巻「第五章 明治・大正・昭和のくらし 第1編 町の移り変わり」197頁～203頁「 (七)郵政通信各局の沿革 1 鰺ヶ沢郵便局」